# Ізидор Цанкар
Ізидор Цанкар (справжнє ім’я Ізидор Джуро Франьо Андрія Цанкар; псевдоніми Франц Брегар, Йожеф Овца; спільні псевдоніми з Нарте Великонею — Іван Долінар, Даворін Ціуха; прізвиська Ізо, Ісо) — словенський історик мистецтва, письменник, критик, дипломат, перекладач і політик (22 квітня 1886 року в Шиді, Сербія — 22 вересня 1958 року в Любляні, Словенія). Батько — Андрій Цанкар, кравець; мати — Марія Цанкар. Його кузенами були Іван Цанкар — видатний словенський письменник, драматург, есеїст, поет, політик — та Карел Цанкар — політик, публіцист, священник.

## Життя та професійна діяльність
Ізидор Цанкар народився в містечку Шид у родині словенця-кравця з Врхника та матері німецького походження. Його дитинство пройшло в багатомовному середовищі: в сім'ї розмовляли словенською та німецькою, а в школі — сербською. Цанкар навчався в початковій школі в Шиді. Після банкрутства родини в 1893 році він провів дитинство з бабусею Марією Хубер та тіткою Кароліною Хофбек. За допомогою своїх кузенів Івана та Карела Цанкарів він приїхав до Любляни в 1897 році, де вступив до Другої державної гімназії в 1898 році, а потім продовжив навчання в Першій державній гімназії та закінчив її в 1905 році. У 1904 році за рекомендацією кузенів його прийняли до колегіуму, де він перебував під опікою Андрея Калана, який став благодійником родини Цанкарів. На прохання Калана та тітки Кароліни Хофбек він вирішив у 1905 році навчатися теології в Люблянській семінарії яку завершив в 1909 році. Вступив до Люблянської семінарії, яку завершив у 1909 році, отримавши сан священника. Втім, він не зайнявся пастирською діяльністю, а зосередився на науковій роботі.
Уже під час навчання він публікував дописи в інформаційному бюлетені «Naša moč» (засновником якого був Янез Євангеліст Крек) і свої перші статті з історії мистецтва та літератури в студентській газеті «Zora» і в журналі «Dom in svet». У 1909 році, за сприяння Калана, він поїхав на рік до Лувенського католицького університету в Бельгії, де вивчав естетику й археологію. Згодом продовжив навчання у Брюсселі, досліджуючи філософію мистецтва та Ренесанс. Він також подорожував до Берліна, Парижа та Лондона.
У 1912 році, щоб ближче познайомитися з італійським мистецтвом, він вирушив у навчальну поїздку до Італії. Під час Першої світової війни 1915 року він був призваний військовим капеланом і десять місяців працював у військових госпіталях у Граці та Відні, але на прохання князя-єпископа Антона Бонавентури Єгліча зміг повернутися на посаду редактора журналу “Dom in svet” у 1916 році.
Після розпаду Австро-Угорської монархії він увійшов у політику і виступав як одна з центральних фігур словенського католицького руху, особливо Словенської народної партії (SLS). Як політик виступав за політичну емансипацію Словенії та об’єднання південних слов’ян, а після розпаду монархії — за автономію Словенії. Він виступав за збереження словенської мови в освіті та інших сферах. Між 1922 і 1926 роками він жив як священник в Трново зі своїм другом Франом Фінжгаром, де також познайомився зі своєю майбутньою дружиною. У 1926 році він залишив священицький сан і одружився з Аною Хрібар. У 1936 році Цанкар звільнився з посади професора за власним бажанням. Він знову присвятив себе політиці, особливо дипломатичній службі. У 1936 році, за пропозицією Антона Корошеца, його призначили повноважним міністром і надзвичайним посланником Королівства Югославії в Аргентині, в Буенос-Айресі, а через рік - у Бразилії. У цей час він також займався перекладом, зокрема переклав Іммануїла Канта. Він дожив до початку Другої світової війни в Аргентині. У 1942 році югославський уряд у вигнанні призначив його повноважним міністром і посланником у Канаді (Оттава). Через опозицію до політики підтримки четницького руху в лютому 1944 р. залишив цю посаду і в березні того ж року отримав королівський указ про відставку. Після укладення угоди Тіто-Шубашича в червні 1944 року він прийняв посаду міністра освіти та міністра пошти, телеграфу та телефону в королівському уряді під президентством Івана Шубашича та переїхав з Оттави до Лондона. У Лондоні та пізніше він виступав за приєднання Трієста, Словенського Примор'я та Каринтії до Югославії. Оскільки він не зміг переконати словенську церкву та політиків відмовитися від співпраці з окупантами, це викликало обурення влади. Одразу після закінчення Другої світової війни у травні 1945 року знову приступив до дипломатії. Тимчасовий уряд Югославії призначив його повноважним міністром і надзвичайним посланником Демократичної Федеративної Югославії в Афінах. Після початку громадянської війни в Греції його було відкликано владою в серпні 1946 року.  Незважаючи на бажання, він не зміг повернутися до університету, оскільки нова влада вважала його потенційним ідеологічним і політичним противником. В 1953 році, зокрема завдяки зусиллям Йосипа Відмара, він став дійсним членом Словенської академії наук і мистецтв. Помер від інсульту в санаторії «Emona» в Любляні.

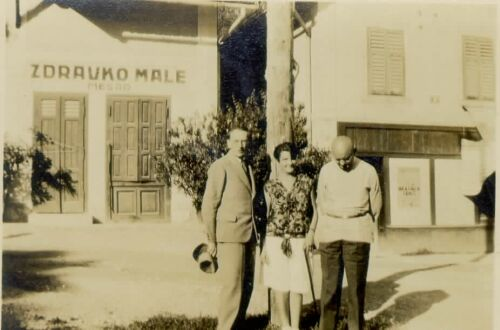
Отон Жупанчич, Ніча та Ізидор Цанкар

## Мистецька діяльність
Він дуже рано присвятив себе письменництву. Цанкар вивчав історію мистецтва в 1910-1911 роках спочатку в Граці, а потім у 1911-1912 у Віденському університеті. Він отримав докторський ступінь під керівництвом Макса Дворяка в 1913 році з дисертацією “Maler Giulio Quaglio” (“Художник Джуліо Кваліо”). У 1911 році почав публікувати бесіди зі словенськими літературними діячами, рецензії в журналі «Dom in svet» (Іван Цанкар, Фран Фінжгар, Отон Жупанчич, Фран Мешко, Сільвін Сарденко (справжнє ім’я Алойзій Мерхар), Ріхард Якопич, Матія Яма, Антон Фоерстер, Грегор Крек і Антон Веровшек), які також були опубліковані в 1920 році, до яких були додані ще дві розмови 1919 року з Іваном Тавчаром і Антоном Лайовицем. Свої враження від подорожі до Італії він сконцентрував у романі «S poti», який опублікував вперше в 1913 році в журналі “Dom in svet”, а вдруге в дещо видозміненому книжковому виданні в 1919 році. Твір вважається першим словенським романом-есе, який завдяки багатим і лінгвістично відшліфованим описам художніх творів і місць, має велике мистецтвознавче значення.
Після завершення навчання Ізидор Цанкар активно долучився до розвитку словенського мистецтва. Він став першим викладачем історії мистецтва в щойно створеному Люблянському університеті (1919). У 1923 році здобув доцентську посаду, а у 1928 році — професорське звання. У 1929-1930 навчальному році був деканом факультету мистецтв. Керував там літературними гуртками.
Після виходу на пенсію він присвятив себе перекладам англійської та французької літератури, писав наукові праці, а з 1952 по 1956 рік був куратором мистецтв і представником Комітету мистецтв при Раді з питань освіти та культури уряду Народної Республіки Словенія. З 1925 по 1936 рік він зібрав і опублікував у видавництві «Nova založba», редактором якого був, у дев’ятнадцяти томах усю творчість свого двоюрідного брата Івана Цанкара, які разом із виданими в 1948 році за його редакцією трьома книгами листів Івана Цанкара стали однією з основоположних праць наукової есеїстики та трактування життя і творчості Івана Цанкара. Він утвердився як мистецтвознавець і літературний критик, а також працював перекладачем, переклавши, серед іншого, «A Tale of Two Cities» Чарльза Діккенса (1911), «Vanity Fair: A Novel without a Hero» Вільяма Текерея (1946) і «Gulliver's Travels» Джонатана Свіфта (1951).
З його ініціативи було засновано Товариство історії мистецтв Словенії, яке почало діяти в 1921 році, і того ж року почав виходити також «Zbornik za umetnostno zgodovino», який Цанкар також редагував протягом перших десяти років (1921-1930). Був ініціатором двох виставок: історичної виставки словенського живопису (1922) та виставки портретного живопису в Словенії від 16 століття до наших днів (1925). Він був співзасновником і організатором “Slovenski biografski leksikon” та був редактором перших трьох томів (1925–1931, третій том був опублікований у 1932). Він був одним із найактивніших ініціаторів заснування Словенської академії наук і мистецтв та ін. У 1923-1924 роках разом із Франсом Месеснелем він був призначений представником Товариства національної галереї в підготовчому комітеті для заснування Словенської академії наук і мистецтв.
Як історик і теоретик мистецтва, він має значний вплив у Словенії та вважається одним із засновників Люблянської школи історії мистецтв. У 1926 році він опублікував «Uvod v umevanje likovne umetnosti: sistematika stila» (перше видання охоплювало живопис і скульптуру, друге видання вийшло в 1959 році), яке вважається першою важливою теоретичною працею в галузі мистецтвознавства в Словенії. Однією з фундаментальних праць словенського мистецтвознавства вважається також «Zgodovina likovne umetnosti v Zahodni Evropi», що видавалася в 1926—1951 роках (1 том «Razvoj stila v starokrščanski dobi in zgodnjem srednjem veku», 1926; 2 том «Renesansa v Italiji», 1936; 3 том «Renesansa v severnih deželah», 1951).
Організувавши та концептуалізувавши вивчення історії мистецтва в Університеті Любляни, він утвердив історію мистецтва як чітко визначену та незалежну наукову дисципліну. У 1956 році Товариство історії мистецтв Словенії призначило його своїм почесним членом і присвятило йому том колекції історії мистецтва на її сімдесяту річницю в 1957 році. З 1999 р. ТІМС кожні два роки вручає нагороди та відзнаки імені Ізидора Цанкара за досягнення в мистецтвознавстві.
У 1974 році в Експериментальному театрі "Glej" відбулася прем'єра сценічної адаптації роману “S poti”. У 1979 році за мотивами цього роману було знято драматичний фільм «Iskanja» режисером Матьяжем Клопчичем, а в 2013 році — документальний фільм «Ljubljansko jutro, benečanski večer» режисера Аміра Муратовича.

## Ресурси
- Andrej Rahten: Izidor Cankar: Diplomat dveh jugoslavij. Ljubljana: ZRC SAZU, 2009.
- Leja Forštner: Izidor Cankar in Anton Ocvirk kot začetnika osebnostnega intervjuja na Slovenskem. JiS 53/6 (2008).

## Зовнішні посилання
- Cankar, Izidor (1886–1958) - Slovenska biografija. www.slovenska-biografija.si. Процитовано 27 лютого 2025.. Slovenski biografski leksikon. Ljubljana: ZRC SAZU, 2013 – prek Slovenska biografija.
- eS_poti: Izidor Cankar: S POTI. nl.ijs.si. Процитовано 27 лютого 2025.
- dLib.si - rezultati iskanja. www.dlib.si. Процитовано 27 лютого 2025.. Digitalne knjižnice Slovenije
- Prostor slovenske literarne kulture - Izidor Cankar